# Gnathologie
Gnathologie is het specialisme in de tandheelkunde dat zich richt op de diagnostiek en behandeling van problemen in verband met het kauwen, orofaciale pijn (pijn in het gezicht ) en disfunctie, gebitsslijtage en bruxisme (tandenknarsen).
Een belangrijk onderdeel van de werkzaamheden van de gnatholoog betreffen kaakklachten zoals pijnklachten van kaakgewrichten en kauwspieren, kaakgewrichtsgeluiden en een beperkte kaakbeweging. 
Daarnaast is de gnatholoog deskundig in slaapstoornissen die gerelateerd zijn aan het kauwstelsel, zoals slaapapneu, en de tandheelkundige gevolgen daarvan.